# Cinque Nazioni 1981
Il Cinque Nazioni 1981 (in inglese 1981 Five Nations Championship; in francese Tournoi des Cinq Nations 1981; in gallese Pencampwriaeth y Pum Gwlad 1981) fu la 52ª edizione del torneo annuale di rugby a 15 tra le squadre nazionali di Francia, Galles, Inghilterra, Irlanda e Scozia, nonché l'87ª in assoluto considerando anche le edizioni dell'Home Nation Championship.
Fu vinto dalla Francia, alla sua dodicesima affermazione nel torneo, nell'occasione contornata dal suo terzo Grande Slam.
La squadra, capitanata da Jean-Pierre Rives e guidata in panchina dal neo C.T. Jacques Fouroux, che aveva smesso di giocare pochi mesi prima, proveniva da una brutta sconfitta 0-15 in Coppa Europa contro la Romania; particolarmente significativa fu, pertanto, la vittoria finale nel Cinque Nazioni perché non pronosticata e soprattutto perché guadagnata all'ultima giornata in casa dei detentori del titolo, a Twickenham contro l'Inghilterra.
Il valore delle marcature, come stabilito dall’IRFB nel 1977, era: 4 punti per ciascuna meta (6 se trasformata), 3 punti per la realizzazione di ciascun calcio piazzato, idem per il drop.

## Nazionali partecipanti e sedi
| Squadra     | Città     | Impianto interno   |
| ----------- | --------- | ------------------ |
| Francia     | Parigi    | Parco dei Principi |
| Galles      | Cardiff   | National Stadium   |
| Inghilterra | Londra    | Twickenham         |
| Irlanda     | Dublino   | Lansdowne Road     |
| Scozia      | Edimburgo | Murrayfield        |

## Risultati

### 1ª giornata
| Arbitro: | Ken Rowlands |

|                  |      |            |
| Bertranne Blanco | mt   | Rutherford |
| Caussade         | tr   | Renwick    |
| Gabernet Viviès  | c.p. | A. Irvine  |

| Arbitro: | Brian Anderson |

|             |      |          |
| C. Davis    | mt   | Hare     |
| Fenwick     | tr   |          |
|             | c.p. | Hare (5) |
| W.G. Davies | drop |          |

### 2ª giornata
| Arbitro: | Clive Norling |

|              |      |                         |
| MacNeill     | mt   | Pardo                   |
| Campbell (3) | c.p. | Gabernet G. Laporte (2) |
|              | drop | G. Laporte (2)          |

| Arbitro: | David Burnett |

|               |      |             |
| Tomes tecnica | mt   |             |
| Renwick (2)   | tr   |             |
| Renwick       | c.p. | Fenwick (2) |

### 3ª giornata
| Arbitro: | Francis Palmade |

|              |      |                   |
|              | mt   | MacNeill Slattery |
| G. Evans (2) | c.p. |                   |
| Pearce       | drop |                   |

| Arbitro: | David Burnett |

|                           |      |                  |
| H. Davies Slemen Woodward | mt   | Calder Munro (2) |
| Hare                      | tr   | A. Irvine        |
| Hare (3)                  | c.p. | A. Irvine        |

### 4ª giornata
| Arbitro: | Alan Welsby |

|                             |      |              |
| Gabernet                    | mt   | Richards     |
|                             | tr   | G. Evans     |
| Gabernet (2) G. Laporte (3) | c.p. | G. Evans (3) |

| Arbitro: | Jean-Pierre Bonnet |

|                   |      |            |
|                   | mt   | Dodge Rose |
|                   | tr   | Rose       |
| Campbell MacNeill | drop |            |

### 5ª giornata
| Arbitro: | Alan Hosie |

|          |      |                |
|          | mt   | Lacans Pardo   |
|          | tr   | G. Laporte     |
| Rose (4) | c.p. |                |
|          | drop | G. Laporte (2) |

| Arbitro: | Laurie Prideaux |

|            |      |          |
| Hay        | mt   | Irwin    |
|            | tr   | Campbell |
| A. Irvine  | c.p. | Campbell |
| Rutherford | drop |          |

## Classifica
| Pos | Squadra     | G | V | N | P | PF | PS | DP  | Pt |
| --- | ----------- | - | - | - | - | -- | -- | --- | -- |
| 1   | Francia     | 4 | 4 | 0 | 0 | 70 | 49 | +21 | 8  |
| 2   | Inghilterra | 4 | 2 | 0 | 2 | 64 | 60 | +4  | 4  |
| 3   | Scozia      | 4 | 2 | 0 | 2 | 51 | 54 | −3  | 4  |
| 4   | Galles      | 4 | 2 | 0 | 2 | 51 | 61 | −10 | 4  |
| 5   | Irlanda     | 4 | 0 | 0 | 4 | 36 | 48 | −12 | 0  |